# IC 4688
IC 4688 — галактика типу Scd () у сузір'ї Змієносець.
Цей об'єкт міститься в оригінальній редакції індексного каталогу.